# دونالد كاميرون (سياسي كندي، مواليد 1946)
دونالد كاميرون هو دبلوماسي وسياسي كندي، ولد في 20 مايو 1946 في إيغرتون، نوفا سكوشا ‏ في كندا. نشط حزبياً في جمعية المحافظين التقدمية لنوفا سكوشا. وقد انتخب عضو مجلس نواب نوفا سكوشا (2 أبريل 1974 – 25 مايو 1993) وانتخب رئيس وزراء نوفا سكوتيا ‏ (26 فبراير 1991 – 11 يونيو 1993).